# Conaire Mór
Conaire Mór (el grande), hijo de Eterscél, fue, según la leyenda medieval y la tradición histórica irlandesa, Rey Supremo de Irlanda. Su madre fue Mess Búachalla, que pudo ser la hija de Eochu Feidlech y Étaín, o de Eochu Airem y su hija con Étaín. En la saga irlandesa Togail Bruidne Dá Derga es concebido cuando su madre es visitada por un desconocido que entra por su ventana en la forma de un pájaro, y es criado como hijo de Eterscél.

## Historia
Según el Lebor Gabála Érenn, asumió el poder tras matar su predecesor, y asesino de su padre, Nuadu Necht. En Togail Bruidne Dá Derga sucede directamente a Eterscél. A la muerte de éste se celebra una fiesta del toro. Un toro es sacrificado, un hombre come su carne y bebe su caldo hasta saciarse, y duerme mientras se canta sobre él. Aquel que este hombre vea en su sueño, será el nuevo rey. El hombre ve un hombre desnudo caminando por el camino de Tara con una piedra en su honda. El joven Conaire, entretanto, está cazando pájaros en su carro.  Les persigue hasta el mar, donde se convierten en hombres armados, se presentan a Conaire como el ejército de pájaros de su padre, y le informan de que para él está cazar pájaros. El jefe de la tropa de pájaros dice a Conaire que vaya desnudo a Tara, donde será hecho rey, y pronuncia varios geasa (tabús) a su reinado. Entre otras cosas, no puede ser precedido por tres hombres rojos a la casa de un hombre rojo. Cuando se acerca Tara se encuentra con por tres reyes que llevan ropa para él, y es hecho rey a su llegada.
Su reinado es largo y mayormente pacífico. Su fin se cuenta en el relato épico irlandés Togail Bruidne Dá Derga, "La Destrucción del albergue de Da Derga ", en la que los acontecimientos conspiran para hacerle romper sus geasa uno a uno. Después de que haber roto varios de ellos, viaja al sur a lo largo de la costa de Irlanda, y se le recomienda pasara la noche en el albergue de Da Derga, pero cuando se acerca, ve a tres hombres vestidos de rojos montando caballos rojos que llegan antes que él. "Da Derga" Significa "Dios Rojo". Conaire se da cuenta de que tres hombres rojos le han precedido a la casa de un hombre rojo, lo que rompe otro de sus geasa. Sus tres hermanos adoptivos, los tres hijos de Dond Désa, a los que había exiliado a Alba (Gran Bretaña) por sus delitos, se habían aliado con el rey de los britanos, Ingcél Cáech, y vagaban por Irlanda con un gran grupo de seguidores. Atacaron el albergue de Da Derga, intentando incendiarlo por tres veces, pero por tres veces el fuego fue sofocado. Conaire, protegido por su campeón Mac Cécht y el héroe del Úlster Conall Cernach, consigue matar a seiscientos de antes de alcanzar sus armas, tras lo que consigue matar a otros seiscientos. Él pide entonces una bebida, pero toda el agua se ha usado para apagar los incendios. Mac Cécht recorre toda Irlanda con la copa de Conaire, pero ninguno de los ríos le dará agua. Regresa con una copa de agua justo a tiempo para ver a ver dos hombres decapitando a Conaire y mata a ambos. La cabeza cercenada de Conaire bebe el agua y recita un poema en alabanza de Mac Cécht. La batalla sigue durante otros tres más días. Mac Cécht muere, pero Conall Cernach escapa.
Había gobernado treinta o setenta años, según la fuente consultada. El Lebor Gabála Érenn sincroniza su reinado con el del Emperador romano Augusto (27 a. C.– 14 d. C.), y después del nacimiento de Cristo, y le hace contemporáneo de los reyes provinciales legendarios Conchobar mac Nessa, Cairbre Nia Fer y Ailill mac Máta. La cronología de Geoffrey Keating Foras Feasa ar Éirinn data su reinado entre 63–33 a. C, y los Anales de los cuatro maestros en 110–40 a. C.
Un descendiente de Íar mac Dedad, Conaire perteneció a los legendarios Clanna Dedad, la familia real legendaria de los Érainn. Sus descendientes en Irlanda y Escocia fueron conocidos como los Síl Conairi. El último rey gaélico de Escocia de la línea de Conaire Mór fue Alejandro III de Escocia.

## Lectura complementaria
- Dobs, Margaret C., Side-lights on the Táin age and other studies. Dundalk: WM. Tempest. 1917.
- O'Rahilly, Thomas F., Early Irish History and Mythology. Dublin Institute for Advanced Studies. 1946.
- Pokorny, Julius. "Beiträge zur ältesten Geschichte Irlands (3. Érainn, Dári(n)ne und die Iverni und Darini des Ptolomäus)", in Zeitschrift für celtische Philologie 12 (1918): 323-57.

- Datos: Q962060